# Rhesala formosana
Rhesala formosana är en fjärilsart som beskrevs av Embrik Strand 1920. Rhesala formosana ingår i släktet Rhesala och familjen nattflyn. Inga underarter finns listade.